# Isma Mugulusi
Isma Mugulusi, né le 10 octobre 2003 à Jinja, est un footballeur international ougandais. Il joue au poste de milieu de terrain.

## Biographie

### Carrière en club
Né à Jinja en Ouganda, Isma Mugulusi est formé par le Busoga United FC, où il commence sa carrière professionnelle en championnat ougandais,. Passé ensuite par leur rivaux du Villa SC, il rejoint l'équipe du Makedonikos FC en Grèce à l'automne 2022.

### Carrière en sélection
International avec les moins de 20 ans de l'Ouganda, il prend part à la CAN de la catégorie en 2021,.
Il joue six matchs lors de cette compétition, qui voit l'Ouganda atteindre la finale, où il s'incline face au Ghana,.
En juin 2021, Isma Mugulusi est convoqué pour la première fois avec l'équipe senior d'Ouganda. Il honore sa première sélection le 10 juin 2021.
En 2022 de nouveau appeler en Équipe d'Ouganda des moins de 20 ans de football, une nouvelle fois vainqueur de la Coupe CECAFA U20 une première en 2020 cette année ci en 2022 qu’il leur permet de ceux qualifiés a la CAN -20 en 2023 ou il atteignent les Quarts de finale.

## Palmarès
Ouganda -20 ans
- Coupe d'Afrique des nations
  - Finaliste en 2021
- Coupe CECAFA U20
  - Vainqueur en 2020 et 2022[10]